# Bjurbölemeteoriten
Bjurbölemeteoriten var en meteorit som 12 mars 1899 föll ned på isen av Finska viken nära Bjurböle, 7 kilometer från Borgå.
328 kg av meteoriten tillvaratogs. Den var en kondrit och beskrevs vetenskapligt av William Ramsay och Leonard Borgström.